# Чемпионат Сирии по баскетболу
1-й дивизион — высшее баскетбольное соревновании в Сирии. Сирийский клуб принимал участие в первом розыгрыше Евролиги. Последним чемпионом стал клуб Аль-Джалаа из Алеппо.